# Faithful Elephants
Faithful Elephants, một câu chuyện của Yukio Tsuchiya được xuất bản lần đầu tiên tại Nhật Bản vào năm 1951, được xuất bản và thương mại như một câu chuyện có thật về những chú voi của vườn thú Ueno Zoo ở Tokyo trong chiến tranh thế giới thứ 2. Theo các bức ảnh trong sách, quân đội Nhật Bản đề nghị mỗi vườn thú phải đầu độc những con thú lớn và nguy hiểm bởi vì họ lo ngại rằng những con thú này có thể trốn thoát và làm hại cho người dân nếu có bom phát nổ ở gần vườn thú. Chất độc chỉ có tác dụng trên những con thú khác ngoại trừ 3 chú voi Ấn Độ để chúng phải chết vì đói. Những con voi và những con thú bị giết khác được tưởng niệm tại vườn thú với một bia tưởng niệm. Tsuchiya viết quyển sách này để nói cho những đứa trẻ biết được nỗi thương tiếc, sợ hãi và buồn bã là do chiến tranh.